# ان‌جی‌سی ۶۶۹
ان‌جی‌سی ۶۶۹ یک کهکشان مارپیچی لبه دار با یک هسته کهکشانی فعال است که ۲۰۰ میلیون سال نوری از زمین فاصله دارد و در صورت فلکی سه‌سو واقع شده‌است. ان‌جی‌سی ۶۶۹ توسط ستاره‌شناس ادوارد استفان در ۲۸ نوامبر ۱۸۸۳ کشف شد و یکی از اعضای ابل ۲۶۲ است.